# Tercera División de Malta
La Tercera División de Malta (también conocida como Bank of Valletta Third Division debido a razones de patrocinio) fue la cuarta y última liga y del fútbol de Malta, tras la Segunda División de Malta hasta su desaparición en 2020. La liga fue fundada en 1909.
La última temporada, 2019/20, la formaron un total de 13 equipos; donde los dos primeros clasificados ascendían a la tercera categoría, la Segunda División de Malta. Aunque fuese la última división los dos últimos equipos clasificados teníab que volver a solicitar plaza para la siguiente temporada.
El 13 de enero de 2011, la Asociación de Fútbol de Malta decidió expandir la liga a 14 equipos para la temporada 2011–12, volviendo de nuevo a los trece equipos en la temporada siguiente.

## Equipos 2019-20
| Club                     | Posición 2019/2020 |
| ------------------------ | ------------------ |
| Attard FC                | 1º                 |
| Dingli Swallows FC       | 7º                 |
| Għargħur FC              | 4º                 |
| Ghaxaq FC                | 6º                 |
| Kirkop United FC         | 2º                 |
| Marsaskala FC            | 8º                 |
| Mdina Knights FC         | 9º                 |
| Msida Saint-Joseph FC    | 5º                 |
| Mtarfa FC                | 10º                |
| Siggiewi FC              | 3º                 |
| St. Venera Lightnings FC | 11º                |
| Ta' Xbiex SC             | 12º                |

## Palmarés
- 1936: Msida Saint-Joseph FC
- 1937-1964: desconocido
- 1965: Mosta FC
- 1966: Msida Saint-Joseph FC
- 1967-1970: desconocido
- 1971: Marsaxlokk FC
- 1972-1983: desconocido
- 1984: Kirkop United FC
- 1985-1989: desconocido
- 1990: Kirkop United FC
- 1991-1992: desconocido
- 1993: Dingli Swallows FC
- 1994-1999: desconocido
- 2000: Balzan Youths FC
- 2001: Msida Saint-Joseph FC
- 2002: San Gwann FC
- 2003: Zejtun Corinthians FC
- 2004: Melita FC
- 2005: Gudja United FC
- 2006: Mġarr United FC
- 2007: Dingli Swallows FC
- 2008: Żebbuġ Rangers FC
- 2009: Għargħur FC
- 2010: Mġarr United FC
- 2011: Gharghur FC
- 2012: Pembroke Athleta FC
- 2013: Senglea Athletic FC
- 2014: Sirens FC
- 2015: Kirkop United FC
- 2016: Marsaxlokk FC
- 2017: Kalkara FC
- 2018: Santa Venera Lightnings FC
- 2019: Zurrieq FC
- 2020: Attard FC